# 吳定邦
吳定邦（？年—？年），浙江省溫州人，武進士出身。

## 簡歷
- 玉環營參將[1]
- 乍浦營參將
- 嘉慶二十一年，署理定海鎮總兵事[2]
- 道光元年（1821年）十一月由閩安協調署台灣水師協副將[3]，二年閏三月卸事[4]

| 前任： 湯亨斌 | 台灣水師協副將 1821年上任 | 繼任： 陳一凱 |